# دیوید دیکسون (بازیکن فوتبال)
دیوید دیکسون (انگلیسی: David Dixon؛ زادهٔ نوامبر ۱۸۹۸) بازیکن فوتبال اهل بریتانیا است.
از باشگاه‌هایی که در آن بازی کرده‌است می‌توان به باشگاه فوتبال ساوتند یونایتد، باشگاه فوتبال بیرمنگام سیتی، و باشگاه فوتبال ساوت شیلدز اشاره کرد.